# Proctoporus chasqui
Proctoporus chasqui — вид ящірок родини гімнофтальмових (Gymnophthalmidae). Ендемік Перу. Описаний у 2013 році.

## Поширення і екологія
Proctoporus chasqui мешкають в Перуанських Андах, в долині річки Тамбо в регіоні Аякучо. Вони живуть у вологих гірських тропічних лісах, у вторинних лісах і садах, під камінням. Зустрічаються на висоті від 2598 до 2780 м над рівнем моря. Самиці відкладають яйця.